# 羽柴麻央
羽柴 麻央（はしば まお、9月23日 - ）は、日本の漫画家。秋田県出身。血液型B型。
1992年に『別冊マーガレット』10月号（集英社）掲載の『言葉にする勇気』でデビュー。主に同誌や『デラックスマーガレット』（集英社）などで活躍する。
ほとんどの作品には、片隅にサインと作品NO.が振られていたが、「マブタノヒト」以降は見られなくなった。

## 作品一覧

### 1990年代
- エヴリデイ（1995年10月発行、ISBN 4-08-848419-3）
- Hello（1996年7月発行、ISBN 4-08-848533-5）
- 片恋物語（1997年7月発行、ISBN 4-08-848684-6）
- ハルニ咲ク（1998年7月29日発行、ISBN 4-08-848839-3）
ハルニ咲ク
『デラックスマーガレット』1998年5月号掲載・NO.18
高校の入学式の朝、女の子とキスをしている人と目が合ってしまった小都。その人は、タラシで有名な生徒会長だとすぐに分かるが、彼の想いに気付いてしまい……。
サンサンサン
『デラックスマーガレット』1997年9月号掲載・NO.15
失恋のショックを癒すため、久しぶりに田舎の祖母の家を訪れたちかげ。そこで、隣人の太陽の手伝いをしながら日々を過ごすうちに……。
17さいのうた
『デラックスマーガレット』1997年11月号掲載・NO.16
爽子は幼なじみの薫平のことが好き。でも、1歳年下の同じく幼なじみのナナに、薫平に告白したいと相談されてしまう。2人は付き合うようになったらしいが、爽子の想いは晴れず……。
さんかく図鑑
『別冊マーガレット』1998年1月号掲載・NO.17
両親の仕事の都合で、一人暮らしをすることになった十理子。隣人のサラリーマンに一目惚れしてしまい、仲良くなったもう片方の隣人は何故か協力的で……!?
- チェンジ!（1999年1月発行、ISBN 4-08-847016-8）
『別冊マーガレット』1998年10月号[3]～1999年1月号掲載。テレビドラマのコミカライズで原案は寺田敏雄、ドラマと同時進行の連載だった[4]。
- 真夏ノ夢ノ住人（1999年11月発行、ISBN 4-08-847146-6）

### 2000年代
- センチメンタルバム（2000年6月28日発行、ISBN 4-08-847237-3）
センチメンタルバム
『別冊マーガレット』2000年2月-4月号連載・NO.26
小さな田舎町の小さな写真館・くるみ写真館。幼い頃に母を亡くし、今回、写真館を経営する父までもが亡くなり、閉館を余儀なくされる三姉妹。しかし、三女の花子は、思い出が沢山詰まっている写真館を閉めたくない。しかし、3人とも写真のことを何も知らず、写真館を続けられる筈もない。そんなある日、花子が助けた行き倒れの男・理人が、有名なカメラマンだと分かる。実は彼は亡き父とも関わりがあって……。タイトルは、センチメンタルとアルバムを合体させた造語。
私小説
『別冊マーガレット』1999年11月号掲載・NO.25
高校の入学式の日、好きな人から『魔法のノートだよ』と言われて貰ったノートに、日常の出来事を理想を交えながら小説風に綴っているのの子。彼は姉の恋人で、叶うはずがないと思いながらも、書き綴っていくと、偶然なのか、不思議とその通りにことが起こって…。
- この声の行方（2001年2月28日発行、ISBN 4-08-847346-9）
この声の行方
『デラックスマーガレット』2000年11月号掲載・NO.27
中学生の頃、自分のクラスに遊びに来る隣のクラスの小森を好きだった加賀谷。自分の存在に気づいて欲しくて、つい大きい声で喋っていたが、ある日、突然小森が『うるさい』と教室を出ていってしまった。以来、大きい声を出すのが苦手になってしまったが、時が経ち、当の小森に『お前の声嫌いじゃない』と言われ…。
徒然な日々
『別冊マーガレット』2000年7月号掲載・NO.26
双子の姉弟、けいととシオ。少し退屈ではあるが、幸せな日々を過ごしていた2人。ある日、シオは幼なじみの篤郎宛のラブレターがきっかけで、差出人の相談を受けることに。一方けいとはその篤郎から告白され……。
若葉マーク
『別冊マーガレット』1997年6月号掲載・NO.14
ずっと好きだった遊川と初めて喋れたカオ。予想外に口が悪いことも分かったが、それ以上に彼の優しさを知っているカオは…。作者19歳の時の作品。
- 月と太陽が出逢う日（2001年9月30日発行、ISBN 4-08-847424-4）
月と太陽が出逢う日
『デラックスマーガレット』2001年7月号掲載・NO.30
小さい頃から親の仕事の都合で、転校を繰り返してきたちはる。新しい生活に何も期待していなかったちはるだが、同じクラスに、憧れていた"パン屋のあきおちゃん"がいると分かり、仲良くもなれたが、彼に好きな人ができ…。
告白物語
『別冊マーガレット』2001年4月号掲載・NO.29
同じクラスだった恭春に3年間片思いしている華乃子。クラスが別々になってしまった時に恭春に彼女ができ、告白しなかった自分を悔やんだ。恭春に映画に誘われたのを機に、告白しようと決意するが…。
アネモネ
『別マスペシャル』2001年お正月増刊掲載・NO.28
親友の彼氏・天のことを好きになってしまった百音（もね）。ただ見ているしかなかった百音だが、その親友が天と別れたと聞き…。
- 春を待つ人（2002年8月28日発行、ISBN 4-08-847544-5）
春を待つ人
『デラックスマーガレット』2002年5月号掲載・NO.33
小さなことがきっかけで好きになった小栗に、通算5回目の告白をし、やはり振られてしまった八重子。周りでは、小栗がある教師と付き合っていると噂が立っており、本人は否定するが…。
ひとなつの恋
『別冊マーガレット』2001年9月号掲載・NO.31
高校受験を控えた夏休み、模試の結果に落ち込んで、海を眺めていた奈穂。すると、志望校の制服を着た男子にナンパ？される。何故か彼は自分のことをよく知っていて…。
Grapefruit Moon
『別マスペシャル』2002年お正月増刊掲載・NO.32
遠い親戚の子・那智を預かることになってしまった奏。ある夜、受験のことで親と喧嘩してしまい、家出をしようとすると、那智が母親を探しにいきたいと言うので、家出兼那智の母親探しに行くことにするが…。
- マブタノヒト（2004年4月28日発行、ISBN 4-08-847738-3）
マブタノヒト
『別マスペシャル』2004年お正月増刊掲載
高校生の頃、半年だけ仲の良かった今井と栗原。ある日突然栗原は転校してしまうが、お互いのことを忘れられないまま歳月が流れ…。
冬幻郷
『別マスペシャル』2003年お正月増刊掲載
バスに乗らないといけない気がした女の子、何故乗るべきなのか分からない。乗らない方がいいと引き止める男の子。バスの行き先は……?
金魚姫
『P.Margaret』2002年10月増刊掲載
文化祭で掬った金魚のヒメを溺愛しているコーちゃん。コーちゃんのことを好きな和歌。ある日、突然積極的にコーちゃんに話しかけるようになった和歌。自分は"金魚のヒメ"だと言うが…？
ソラミミ
『ザ マーガレット』2003年5月号掲載
ちふゆと幼なじみのアサキ。小学校の卒業式の前夜、アサキの双子の弟ムツキが倒れ、翌日亡くなってしまう。それから間もなく、アサキは誰かが囁く声に悩まされるようになる。
- イロドリミドリ（2008年9月発行、ISBN 978-4-08-846337-7）
イロドリミドリ
『ザ マーガレット』2008年4月号掲載
毎日通う図書館でよく見かける子に、思い切って「友達になって」と声をかけた玉緒。それ以来、その緑くんと過ごす時間が増えていくが、緑くんは大きな秘密を抱えていた。
糸と釦
『ザ マーガレット』2007年11月号掲載
小学生の頃、近所のピアノ教室に通うシュウに恋をした駒子。中学校で再会し、仲良くなっていくが気持ちを伝えられないまま時は過ぎていく。
劇団中学生
『ザ マーガレット』2006年6月号掲載
父親の再婚で義母と義妹ができた理樹。自分より背も態度もでかく、ツンケンした態度しか取らない妹・布由と何とか仲良くなろうとするが、布由が3年前に兄を亡くしていたことを知る。
14歳の肖像
『別マスペシャル』2005年春の増刊掲載
父親と仲が悪い楽は、近所のコンビニの店員で5歳年上の由子に憧れていた。思い切って告白すると、意外にも付き合うことになる。ある日、父親とまた喧嘩をし、家に帰りたくないと言う楽に、由子が「駆け落ちしよう」と誘う。
- 私日和（2009年 - 2011年、全3巻）
- 宵待ちブルー 羽柴麻央選集（2010年9月発行、ISBN 978-4-08-846571-5、「マブタノヒト」「ソラミミ」を再収録）
ネバーランド
『ザ マーガレット』2005年1月号掲載
宵待ちブルー
『別マスペシャル』2004年夏の増刊掲載
光のテーマ
『別冊YOU』2006年9月30日号掲載

### 2010年代
- 箱庭ヘブン
『BE・LOVE』2011年16号 - 不定期連載中
花と天秤
『Cocohana』2012年5月号 - 2013年8月号
星の子
『別冊マーガレット』2012年6月号 - 2013年12月号